# موتور نور محمد بوشة
موتور نور محمد بوشة (بالإنجليزية: Mowtowr-e Nur Mohammad Busheh)‏ هي منطقة سكنية تقع في سيستان وبلوتشستان في إيران. يقدر عدد سكانها بـ 23 نسمة .